# دين هارت
دين هارت هو مروج موسيقى كندي، ولد في 3 يناير 1954 في كالغاري في كندا، وتوفي بنفس المكان في 21 نوفمبر 1990 بسبب التهاب الكلى.

## روابط خارجية
- دين هارت على موقع WrestlingData.com (الإنجليزية)
- دين هارت على موقع CageMatch worker (الإنجليزية)